# La Voz Valenciana
La Voz Valenciana fue un periódico español editado en Valencia entre 1900 y 1936.

## Historia
Comenzó a editarse en 1900, siendo un periódico de ventas modestas.
Durante el periodo de la Segunda República el diario, que estuvo bajo la dirección y propiedad de José Aparicio Albiñana, mantuvo una línea editorial cercana a la Derecha Regional Valenciana (DRV). Llegó a tener una tirada en torno a los 8.000 ejemplares. Si bien sus simpatías bascularon entre los radicales y la CEDA, conforme avance la República irá adquiriendo una línea editorial más derechista. Continuaría editándose hasta el comienzo de la Guerra civil.